# Бріттон Вілсон
Бріттон Вілсон (англ. Britton Wilson; нар. 13 листопада 2000) — американська легкоатлетка, яка спеціалізується на спринті та бігу з бар'єрами.

## Спортивні досягнення
Чемпіонка світу з естафетного бігу 4×400 метрів (2022).
Фіналістка (5-е місце) чемпіонату світу з бігу на 400 метрів з бар'єрами (2022).
Віцечемпіонка США з бігу на 400 метрів (2023).
Віцечемпіонка США з бігу на 400 метрів з бар'єрами (2022).